# Премія «Люм'єр» (7-ма церемонія)
7-ма церемонія вручення Премії Люм'єр французької Академії Люм'єр відбулася 25 лютого 2002 у Парижі. Церемонія проходила в Готелі De Crillon (фр. Hôtel de Crillon). Найбільшу кількість нагород (3) отримав фільм Амелі — як «Найкращий фільм» та у номінаціях «Найкращий актор» і «Найкращий сценарій» .

## Переможці
| Нагорода                  | Переможець                           |
| ------------------------- | ------------------------------------ |
| Найкращий фільм           | Амелі                                |
| Найкращий режисер         | Патріс Шеро — Інтим                  |
| Найкращий актор           | Мішель Буке — Як я убив свого батька |
| Найкраща акторка          | Одрі Тоту — Амелі                    |
| Найкращий сценарій        | Жан-П'єр Жене та Гійом Лоран — Амелі |
| Найперспективніший актор  | Абдель Галі — 17 rue Bleue           |
| Найперспективніша акторка | Рашида Бракні — Хаос                 |
| Найкращий іноземний фільм | Біллі Елліот                         |